# Собор Святого Иосифа (Сан-Хосе-де-Майо)
Собор Святого Иосифа (исп. Catedral Basílica de San José) — малая базилика, католическая церковь в городе Сан-Хосе-де-Майо, Уругвай. Церковь является кафедральным собором епархии Сан-Хосе-де-Майо. Церковь является центром паломничества уругвайских католиков, который называется «Национальный санктуарий святого Иосифа». Национальный исторический памятник Уругвая.

## История
Строительство современного храма по проекту каталонского архитектора Антонио Фонтигивелла началось в 1857 году и закончилось в 1874 году. 24 марта 1875 года состоялось освящение храма.
25 августа 1900 года на правой башне храма были установлены часы, привезённые из Швейцарии.
В 1955 году Святой Престол учредил епархию Сан-Хосе-де-Майо и церковь святого Иосифа стала кафедральным собором этой новой епархии.
24 апреля 1957 года собору святого Иосифа был присвоен титул малой базилики и 13 сентября 1957 года Конференция католических епископов Уругвая присвоила церкви титул «Национальный санктуарий святого Иосифа».
2 октября 1990 года церковь святого Иосифа была внесена в список национальных исторических памятников Уругвая.